# Daryl Dike
Pour les articles homonymes, voir Dike.
Daryl Dike, né le 3 juin 2000 à Edmond en Oklahoma, est un joueur international américain de soccer. Il joue au poste d'attaquant à West Bromwich Albion.

## Biographie

### Parcours universitaire
Natif d'Edmond, Daryl Dike fait ses débuts sportifs à l'Oklahoma FC, un petit club de sa ville natale. Il obtient son diplôme de secondaire à Edmond North High School d'Edmond, en Oklahoma en mai 2018, et remporte le prix Gatorade du joueur de l'année (en) de l'Oklahoma. Il joue ensuite au soccer au niveau universitaire à l'Université de Virginie, à Charlottesville, entre 2018 et 2019. Le 18 septembre 2018, il participe à son premier match avec les Cavaliers en entrant à la 56e minute à la place de Kennedy Nwabia, contre les Panthers de FIU (victoire 2-0),. Le 2 octobre, il inscrit son premier but contre les Raiders de Wright State (victoire 2-1),. Puis, le 8 octobre il inscrit son premier doublé contre les Pioneers de Denver (victoire 3-0),. Il est nommé joueur offensif de la semaine de l’ACC le 15 octobre. Les Cavaliers participent aux séries éliminatoires du championnat de la NCAA, il délivre sa première passe décisive face aux Paladins de Furman (en) (victoire 2-0),, mais perdent au troisième tour face au Fighting Irish de Notre-Dame (défaite 1-0),. Il est nommé dans l'équipe-type freshman de l'ACC. Il inscrit cinq buts en treize matchs pour sa première saison. 
La saison suivante, il délivre deux passes décisives face aux Tigers du Pacifique le 30 août 2019 (victoire 2-0),. Le 22 octobre il inscrit son deuxième doublé contre les Billikens de Saint-Louis (victoire 3-0),. Il est nommé joueur offensif de la semaine de l’ACC le 28 octobre. Le 17 novembre, il remporte le tournoi de l'ACC (en) face aux Tigers de Clemson (victoire 3-1),. Puis, les Cavaliers participent une nouvelle fois aux séries éliminatoires du championnat de la NCAA où ils remportent leurs trois rencontres et accèdent au tournoi final, la College Cup. Lors de la demi-finale, il inscrit un doublé face aux Demon Deacons de Wake Forest le 13 décembre (victoire 2-1),. En finale, il inscrit un but, mais les Cavaliers perdent aux tirs au but face aux Hoyas de Georgetown,. Il est nommé dans l'équipe-type n°2 de l'ACC, puis nommé meilleur joueur offensif du championnat de la NCAA (en). En 36 rencontres, il inscrit 15 buts et 9 passes décisives avec les Cavaliers de la Virginie.
Daryl Dike continue à jouer au soccer pendant ses vacances d'été, lorsqu'il rejoint l'Energy U23 d'Oklahoma City en PDL. Le 10 juin 2018, il fait ses débuts en PDL contre Kaw Valley FC (victoire 1-4). Puis, le 20 juin, il dispute sa première rencontre en tant que titulaire et marque son premier but contre Houston FC (victoire 0-6). Lors de son quatrième match, il inscrit un doublé face au Texas United le 8 juillet (victoire 2-3). Il inscrit trois buts en quatre rencontres avec l'Energy U23 d'Oklahoma City en 2018.

### Carrière en club

#### Orlando City SC
Le 7 janvier 2020, la Major League Soccer annonce officiellement que Dike a accepté un contrat Génération Adidas. Il est repêché en cinquième position par le Orlando City SC deux jours plus tard lors de la MLS SuperDraft 2020. Après deux semaines d'activités dans la MLS, le championnat est suspendu en raison de la pandémie de Covid-19. C’est dans ce contexte très particulier que Dike retrouve les terrains quatre mois après, à l’occasion du tournoi nommé MLS is Back,. Le 25 juillet 2020, il fait ses débuts professionnel en remplaçant Tesho Akindele à la 75e minute, contre l'Impact de Montréal, lors des huitièmes de finale du tournoi MLS is Back (victoire 1-0),. Entré en jeu à la 78e minute de la finale face aux Timbers de Portland, mais son équipe perd sur le score de 2-1,. Le 22 août, il fait ses débuts en MLS face à l'Inter Miami et inscrit son premier but en pro (défaite 3-2),. Quatre jours plus tard, il inscrit son premier doublé contre Nashville SC (victoire 3-1),. Avec trois buts en cinq matches, il est nommé joueur du mois (en) d'août 2020. Le 28 octobre contre Atlanta United, il inscrit un but et délivre une passe décisive (victoire 4-1). Il est à la 10e place dans la liste annuelle 22 Under 22 de la MLS, c'est le premier joueur d'Orlando depuis Cyle Larin en 2017. Individuellement, il inscrit huit buts en 22 matchs pour sa première saison professionnelle. Il attire les regards de plusieurs clubs européens, notamment le Club Bruges,.
Il réintègre l'effectif d'Orlando City, après la trêve internationale de juin 2021. Le 19 juin, il fait son retour en MLS lors d'une rencontre face à Toronto (victoire 2-3). Trois jours plus tard, il inscrit un doublé face aux Earthquakes de San José (victoire 5-0). Il est élu homme du match.

#### Prêt à Barnsley FC
Le 1er février 2021, il rejoint Barnsley en prêt jusqu'à la fin de la saison avec une option d'achat de 20 millions de dollars,. Il a satisfait aux exigences pour obtenir un permis de travail pour jouer au Royaume-Uni pendant trois ans. Le 11 février, il participe à sa première rencontre avec Barnsley face à Chelsea en FA Cup. Il remplace à la 59e minute Victor Adeboyejo (en) et son équipe perd la rencontre (0-1),. Trois jours plus tard, il fait ses débuts en tant que titulaire en Championship, face à Brentford (victoire 0-2). Puis, le 24 février, il inscrit son premier but en Championship face à Stoke City (victoire 2-0),. Le 3 mars, il inscrit un nouveau but contre Queens Park Rangers (victoire 1-3), puis contre Birmingham City le match d'après (victoire 1-0),. Il est élu joueur du mois et également il remporte le but du mois de mars par son club,. Le 21 avril, il marque un but d'une bicyclette contre Huddersfield Town (victoire 0-1),. Avec quatre buts en six matches, il est nommé joueur du mois d'avril par son club. Le 29 avril, Barnsley prolonge son prêt pour les barrages de promotion. Ils échouent en demi-finale face à Swansea. Son but inscrit inscrit contre Birmingham City est élu meilleur but de la saison par son club. À l'issue de la saison, Barnsley ne lève pas l'option d'achat et Daryl Dike retourne à Orlando,.

#### West Bromwich Albion
Le 1er janvier 2022, il signe un contrat de quatre ans et demi avec West Bromwich Albion,,. Le transfert est estimé à 9,5 millions de dollars et Orlando City se réserve un pourcentage du montant en cas d'un futur transfert.
Il participe à sa première rencontre avec The Baggies le 15 janvier suivant contre les Queens Park Rangers en remplaçant Matt Phillips à l'heure de jeu (défaite 1-0). Mais dès la semaine suivante, face à Peterborough United, il quitte le terrain en début de seconde période à cause d'une blessure au muscle ischio-jambier l'éloignant des terrains jusqu'au terme de la saison 2021-2022. De retour à la compétition à l'aube de l'édition 2022-2023, il joue près d'un quart d'heure de jeu face au Middlesbrough FC le 30 juillet 2022 (1-1) avant de connaître une nouvelle blessure à la cuisse à l'entraînement dans les jours qui suivent. Bien qu'il se rétablisse et retrouve les terrains le 12 novembre en entrant en toute fin de rencontre face à Stoke City (victoire 2-0),, il n'est pas retenu par le sélectionneur Gregg Berhalter dans le groupe américain pour participer à la Coupe du monde 2022 débutée le 21 novembre par les Yanks.
Malgré des doutes relatés dans la presse quant à son année 2022 ponctuée de blessures, Daryl Dike enchaîne les rencontres en décembre 2022, inscrit ses premiers buts avec West Bromwich Albion et participe à la remontée fulgurante de son club en Championship, passant de la zone de relégation aux portes de la promotion via les play-offs en seulement quelques semaines,.

### Carrière internationale
Le 30 novembre 2020, Daryl Dike est convoqué pour la première fois en équipe des États-Unis par le sélectionneur national Gregg Berhalter, pour un match amical contre le Salvador,, mais doit déclarer forfait à la suite d'une blessure à l'entraînement. Le 24 janvier 2021, il est de nouveau convoqué pour un match amical contre Trinité-et-Tobago.
Le 31 janvier 2021, il honore sa première sélection face à Trinité-et-Tobago. Lors de ce match, il entre à la 65e minute de la rencontre, à la place de Paul Arriola,. Le match se solde par une large victoire 7-0 des Américains. Le 9 juin, il dispute sa première rencontre en tant que titulaire contre le Costa Rica en inscrivant également son premier but (victoire 4-0),.
Le 1er juillet 2021, il est retenu dans la liste des vingt-trois joueurs américains sélectionnés par Gregg Berhalter pour disputer la Gold Cup 2021. Le 15 juillet, il est titularisé face à la Martinique lors du deuxième match de poule des Américains. Il s'illustre lors de cette rencontre en marquant son premier doublé,, qui permet aux Américains de s'imposer 6 à 1. Il reste en revanche sur le banc des remplaçants lors de la finale contre le Mexique le 1er août. Les États-Unis s'imposent finalement sur un but de Miles Robinson en prolongations, remportant donc son premier titre international,.

## Palmarès
| Cavaliers de la Virginie - Vainqueur de la saison régulière de l'ACC en 2019 - Champion du tournoi de l'ACC (en) en 2019 - Finaliste du championnat de la NCAA en 2019 Orlando City SC - Finaliste du tournoi MLS is Back en 2020 | États-Unis - Vainqueur de la Gold Cup en 2021 |  |

### Distinctions personnelles
- Prix Gatorade du joueur de l'année (en) de l'Oklahoma en 2018[111]
- Membre de l'équipe-type freshman de l'ACC en 2018
- Membre de la 2e équipe-type de l'ACC en 2019
- Meilleur joueur offensif du championnat de la NCAA (en) en 2019
- Joueur du mois de la MLS (en) en août 2020

## Statistiques détaillées

### Statistiques en club
| Saison                | Club                  | Championnat           | Championnat | Championnat | Championnat | Coupe(s) nationale(s) | Coupe(s) nationale(s) | Coupe(s) nationale(s) | Compétition(s) continentale(s) | Compétition(s) continentale(s) | Compétition(s) continentale(s) | Compétition(s) continentale(s) | Séries | Séries | Séries | États-Unis | États-Unis | États-Unis | Total | Total | Total |
| Saison                | Club                  | Division              | M.          | B.          | P.d.        | M.                    | B.                    | P.d.                  | Comp.                          | M.                             | B.                             | P.d.                           | M.     | B.     | P.d.   | M.         | B.         | P.d.       | M.    | B.    | P.d.  |
| 2020                  | Orlando City          | MLS                   | 17          | 8           | 3           | -                     | -                     | -                     | -                              | -                              | -                              | -                              | 5      | 0      | 0      | -          | -          | -          | 22    | 8     | 3     |
| 2021                  | Orlando City          | MLS                   | 18          | 10          | 1           | -                     | -                     | -                     | LC                             | -                              | -                              | -                              | 1      | 1      | 0      | 7          | 3          | 0          | 26    | 14    | 1     |
| Sous-total            | Sous-total            | Sous-total            | 35          | 18          | 4           | 0                     | 0                     | 0                     | -                              | 0                              | 0                              | 0                              | 6      | 1      | 0      | 7          | 3          | 0          | 48    | 22    | 4     |
| 2020-2021             | Barnsley FC (prêt)    | Championship          | 19          | 9           | 0           | 1                     | 0                     | 0                     | -                              | -                              | -                              | -                              | 2      | 0      | 0      | 1          | 0          | 0          | 23    | 9     | 0     |
| 2021-2022             | West Bromwich Albion  | Championship          | 2           | 0           | 0           | -                     | -                     | -                     | -                              | -                              | -                              | -                              | -      | -      | -      | -          | -          | -          | 2     | 0     | 0     |
| 2022-2023             | West Bromwich Albion  | Championship          | 23          | 7           | 1           | 2                     | 0                     | 0                     | -                              | -                              | -                              | -                              | -      | -      | -      | 2          | 0          | 0          | 27    | 7     | 1     |
| 2023-2024             | West Bromwich Albion  | Championship          | 4           | 0           | 0           | 1                     | 1                     | 0                     | -                              | -                              | -                              | -                              | -      | -      | -      | -          | -          | -          | 5     | 1     | 0     |
| 2024-2025             | West Bromwich Albion  | Championship          | 11          | 1           | 1           | -                     | -                     | -                     | -                              | -                              | -                              | -                              | -      | -      | -      | -          | -          | -          | 11    | 1     | 1     |
| 2025-2026             | West Bromwich Albion  | Championship          | -           | -           | -           | -                     | -                     | -                     | -                              | -                              | -                              | -                              | -      | -      | -      | -          | -          | -          | 0     | 0     | 0     |
| Sous-total            | Sous-total            | Sous-total            | 40          | 8           | 2           | 3                     | 1                     | 0                     | -                              | 0                              | 0                              | 0                              | 0      | 0      | 0      | 2          | 0          | 0          | 45    | 9     | 2     |
| Total sur la carrière | Total sur la carrière | Total sur la carrière | 94          | 35          | 6           | 4                     | 1                     | 0                     | -                              | 0                              | 0                              | 0                              | 8      | 1      | 0      | 10         | 3          | 0          | 116   | 40    | 6     |

## Vie privée
Ses parents sont nigérians, il est le plus jeune d’une famille de cinq enfants. Son frère Bright Dike est également un ancien footballeur international nigérien,. Sa sœur Courtney Dike (en) a participé à la Coupe du monde féminine de football 2015 avec le Nigeria,. Son cousin Emmanuel Emenike est également un ancien footballeur international nigérien. Tous ses frères et sœurs ont obtenu un diplôme d'études collégiales : Bright de l'Université de Notre-Dame, Kimberly et Brittny de l’Université de l'Oklahoma, et Courtney de l’Université d'État de l'Oklahoma. Il possède un passeport nigérian,.